# Otakar Trnka
Otakar Hugo svobodný pán Trnka von Laberon, uváděn též jako Ottokar von Trnka (19. července 1871 Pardubice – 25. června 1919 Vídeň), byl rakousko-uherský, respektive předlitavský inženýr, státní úředník a politik českého původu, v letech 1911–1917 ministr veřejných prací Předlitavska.

## Biografie
Narodil se do rodiny pardubického soustružníka Jana Trnky a Anny, rozené Šmidové. Absolvoval reálku v rodných Pardubicích a Českou techniku v Praze. Pak nastoupil do státních služeb. Působil jako technik na výstavbě železnic v alpských zemích. Od roku 1907 nastoupil na ministerstvo železnic jako vrchní technický rada. Po jednom roce přešel na post ředitele státní dráhy. Ministr železnic ho jmenoval sekčním šéfem. Zde ale setrval jen krátce, protože se stal přímo členem vlády.
Za vlády Karla Stürgkha se stal ministrem veřejných prací. Post si udržel i v následující druhé vládě Ernesta von Koerbera a vládě Heinricha Clam-Martinice. Funkci zastával od 3. listopadu 1911 do 22. června 1917. Za války sehrál významnou roli v obraně zájmů českých podnikatelů. Díky jeho intervencím se dařilo přidělovat státní vojenské zakázky českým firmám a zajišťovat jistý podíl státních investic ve prospěch českých oblastí a institucí.

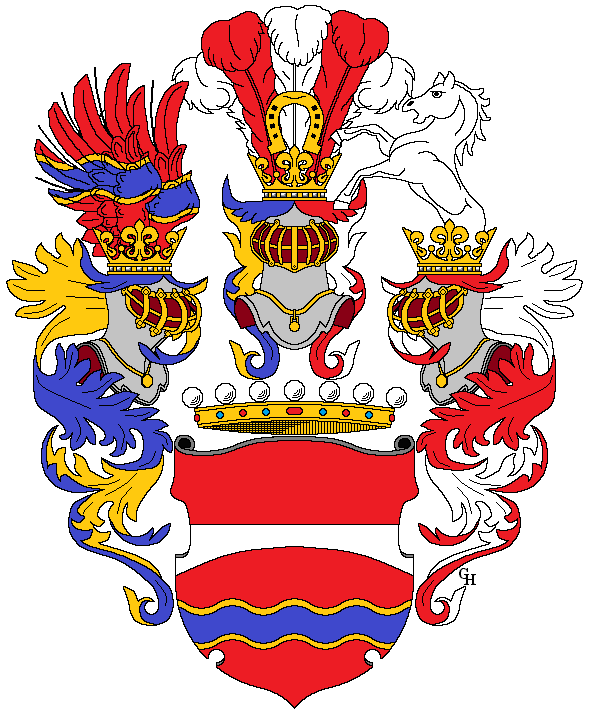
Erb udělený při příležitosti povýšení Otakara Trnky do stavu svobodných pánů v roce 1916.

Po rozpadu Rakouska-Uherska bydlel ve Vídni. Snažil se nastoupit do státních služeb Československa. Pomýšlel na post ministra železnic nebo sekčního šéfa ministerstva. Vzhledem k jeho dlouhé vládní angažovanosti ve vídeňských vládních strukturách, ale nebyl jeho zájem v popřevratové Praze vyslyšen. Až 25. června 1919 nakonec získal československý pas a byl jmenován generálním ředitelem Dunajské paroplavební společnosti se sídlem v Bratislavě. Téhož dne byl přejet poštovním automobilem na vídeňské Ringstraße. Těžce raněn byl četníkem odnesen do vestibulu hotelu Bristol, kde svým zraněním podlehl.
Pohřben byl na Centrálním hřbitově v Pardubicích.

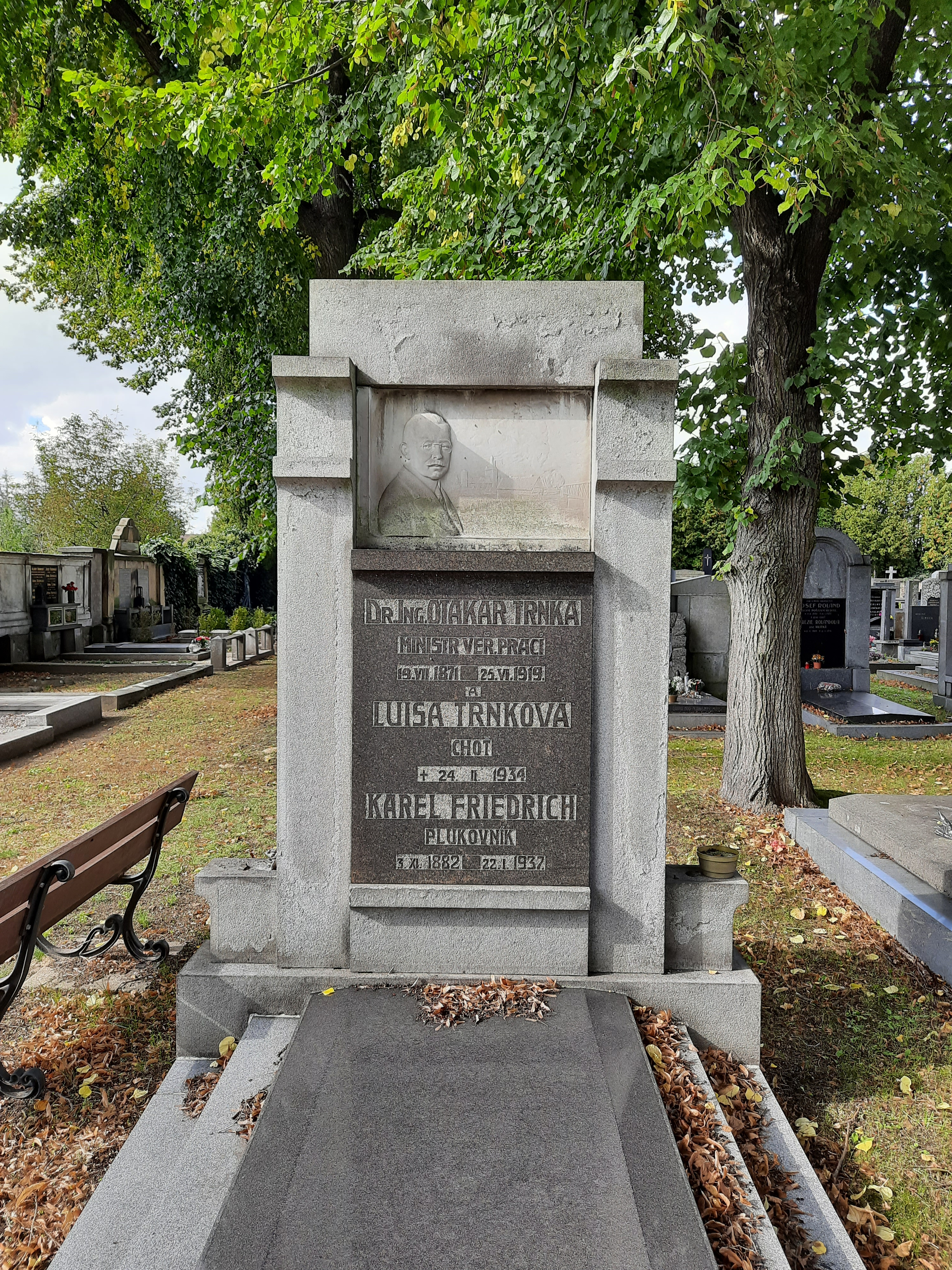
Hrob Dr. Trnky a jeho manželky na Centrálním hřbitově v Pardubicích

V rodných Pardubicích po něm bylo pojmenováno nynější Legionářské náměstí (poprvé neslo jméno Trnky v letech 1912–1918, podruhé od roku 1940 do konce války).